# Matthew Knies
Matthew Knies, född 17 oktober 2002, är en amerikansk professionell ishockeyforward som spelar för Toronto Maple Leafs i National Hockey League (NHL).
Han har tidigare spelat för Minnesota Golden Gophers i National Collegiate Athletic Association (NCAA) och Tri-City Storm i United States Hockey League (USHL).
Knies draftades av Toronto Maple Leafs i den andra rundan i 2021 års NHL-draft som 57:e spelare totalt.

## Statistik
| 2015–2016   | Phoenix Jr. Coyotes U13  | T1EHL       | 15 | 9  | 7  | 16 | 16 | — | — | — | — | — |
| 2016–2017   | Phoenix Jr. Coyotes U14  | T1EHL       | 8  | 8  | 2  | 10 | 0  | 6 | 0 | 2 | 2 | 4 |
| 2017–2018   | Phoenix Jr. Coyotes U15  | T1EHL       | 16 | 15 | 11 | 26 | 10 | — | — | — | — | — |
|             | Phoenix Jr. Coyotes U16  | T1EHL       | 12 | 4  | 5  | 9  | 2  | — | — | — | — | — |
| 2018–2019   | Phoenix Jr. Coyotes U16  | T1EHL       | 25 | 24 | 13 | 37 | 30 | — | — | — | — | — |
|             | Tri-City Storm           | USHL        | 2  | 0  | 0  | 0  | 0  | — | — | — | — | — |
| 2019–2020   | Tri-City Storm           | USHL        | 44 | 14 | 31 | 45 | 12 | — | — | — | — | — |
| 2020–2021   | Tri-City Storm           | USHL        | 44 | 17 | 25 | 42 | 24 | 3 | 1 | 3 | 4 | 0 |
| 2021–2022   | Minnesota Golden Gophers | NCAA        | 33 | 15 | 18 | 33 | 31 | — | — | — | — | — |
| 2022–2023   | Toronto Maple Leafs      | NHL         | 1  | 0  | 0  | 0  | 0  | — | — | — | — | — |
|             | Minnesota Golden Gophers | NCAA        | 40 | 21 | 21 | 42 | 39 | — | — | — | — | — |
| NHL totalt  | NHL totalt               | NHL totalt  | 1  | 0  | 0  | 0  | 0  | — | — | — | — | — |
| NCAA totalt | NCAA totalt              | NCAA totalt | 73 | 36 | 39 | 75 | 60 | — | — | — | — | — |
| USHL totalt | USHL totalt              | USHL totalt | 90 | 31 | 56 | 87 | 36 | 3 | 1 | 3 | 4 | 0 |

### Internationellt
| Källa: Uppdaterad: 2023-04-11 | Källa: Uppdaterad: 2023-04-11 | Källa: Uppdaterad: 2023-04-11 |         | Utv = Utvisningsminuter | Utv = Utvisningsminuter | Utv = Utvisningsminuter | Utv = Utvisningsminuter | Utv = Utvisningsminuter |
| År                            | Lag                           | Mästerskap                    | Matcher | Mål                     | Assists                 | Poäng                   | Utv                     |                         |
| ----------------------------- | ----------------------------- | ----------------------------- | ------- | ----------------------- | ----------------------- | ----------------------- | ----------------------- | ----------------------- |
| 2022                          | USA                           | OS                            | 4       | 1                       | 1                       | 2                       | 2                       |                         |
| 2022                          | USA                           | JVM                           | 5       | 0                       | 3                       | 3                       | 0                       |                         |
| Junior totalt                 | Junior totalt                 | Junior totalt                 | 5       | 0                       | 3                       | 3                       | 0                       |                         |
| Senior totalt                 | Senior totalt                 | Senior totalt                 | 4       | 1                       | 1                       | 2                       | 2                       |                         |